# هری کار (بازیکن فوتبال)
هری کار (انگلیسی: Harry Carr؛ 1887 – ۱۹۴۲ (۵۴−۵۵ سال)) بازیکن فوتبال بود.
از باشگاه‌هایی که در آن بازی کرده‌است می‌توان به باشگاه فوتبال میدلزبرو اشاره کرد.